# Villa Niel
La villa Niel est une voie du 17e arrondissement de Paris, en France.

## Situation et accès
La villa Niel est une voie publique située dans le 17e arrondissement de Paris. Elle débute au 30, avenue Niel et se termine en impasse.

## Origine du nom

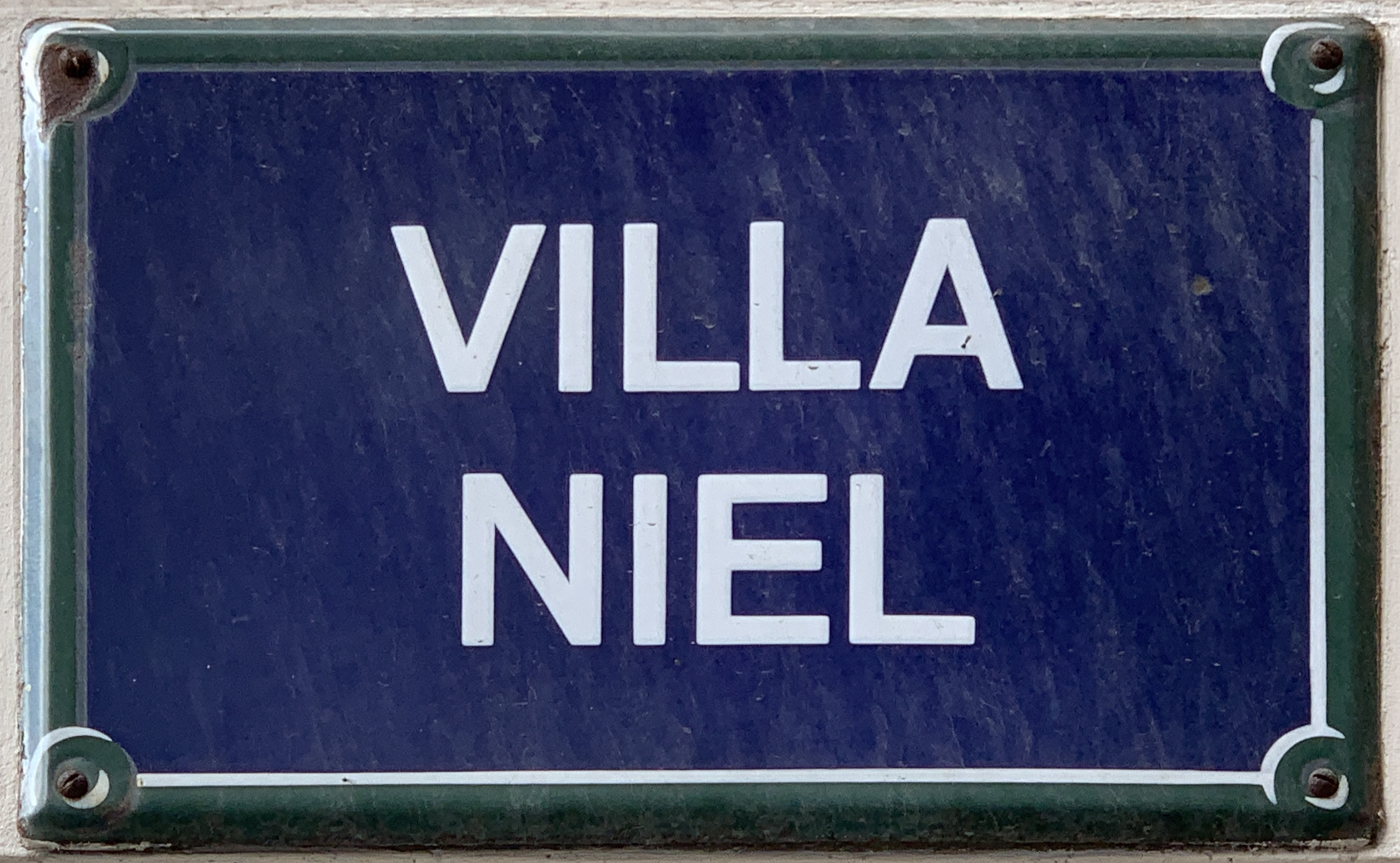
Plaque de la voie.

Elle porte le nom du maréchal de France Adolphe Niel (1802-1869), en raison de sa proximité avec l'avenue éponyme.

## Historique
Cette voie créée en 1896 est classée dans la voirie parisienne par arrêté du 12 mars 1968.

## Bâtiments remarquables et lieux de mémoire
- Charles-Ernest Paulmier, député du Calvados de 1885 à 1907, habitait dans un appartement du second étage à la fin du XIXe siècle.